# 圖書館協會
圖書館協會是一個促進圖書館事業的專業組織，係由一地或全國的圖書館工作人員合組而成。

## 宗旨
圖書館協會之宗旨有四：
- 圖書館之聯絡與互助
- 圖書館事業之研究
- 圖書館事業之改進
- 圖書館事業之發展[1]

## 任務
協會的任務主要包括下列各項：
- 協助各圖書館的設立推廣及發展
- 協助圖書館工作者，解決各種相關問題及福利事項等
- 設立職業介紹所，以為圖書館工作人員服務
- 協助圖書館工作者之研究、進修及訓練事宜
- 編印有關圖書館之圖書、雜誌、報紙，以供會員研究，並闡揚圖書館之學術
- 促進各種圖書館在事業上的合作，以謀共同之便利與發展
- 提高提高圖書館工作人員的地位，並使圖書館事業日益發揚光大
- 推廣圖書館服務，以期成為文化教育之中心[2]

從上述的任務來觀察，圖書館協會之任務，除謀求圖書館工作者相關權益的爭取、知識的提升外，對於圖書館的推廣工作，亦是不遺餘力。

## 臺灣圖書館協會
臺灣圖書館協會，是日治時期台灣唯一一個圖書館專業組織，是由臺灣總督府圖書館所推動而成。

### 成立
臺灣圖書館協會，成立於1927年(昭和2年)12月，是一由官方所推動的圖書館協會。是月12、13日，為振興臺灣島內的圖書事業，當時的總督府圖書館館長山中樵於總督府會議室召開了臺灣首次的圖書館協議會(即會議)，出席者共有四十餘名公私立圖書館及圖書館事業相關工作者。此外，總督府豐田內務局長代理總務長、文教局長代理野口學務課長、及其他總督府社會、文教官員，並一同出席此次協議會，會中決議成立臺灣圖書館協會，並滿場一致推薦山中樵為協會會長。

會議中，豐田長官並宣讀訓示如下：
本島圖書館事業，自大正三年(1914)總督府圖書館創立以來，經十餘年之歷史。夫本島圖書館較之內地大異其趣，帶有內臺融合根本之日語普及重大使命。即通過圖書館，注入內地文化，同時增加民眾多親日語之機會。然島內圖書館現況，近來益益增設，至於內容難無以內地人本位經營之嫌……
從其發言中，可一窺發動此協會的目的，在於希望可以透過圖書館此一重要的社會教育機構，推動日語教育等，以讓臺灣人可以更加迅速吸收日本文化。

### 規則
為促進臺灣圖書館事業之發展，該協會訂定「臺灣圖書館協會規則」，以推動協會之運作及圖書館推廣事業，共計24條，以下列舉重要者如下：

#### 第一章  總則
第一條  本會以透過圖書館及圖書館有關事項之研究調查，促進本島圖書館事業發展為目的。
第二條  本會為達到前條目的，並發會報及舉辦研究會、展覽會、演講會、講習會等項目。
第四條  本會辦公室設置於臺灣總督府圖書館內。

#### 第二章  會員
第五條  具有下列資格之一者，得入會為會員：
1. 從事圖書館業務者。
2. 與圖書館事業相關者。
3. 由會員介紹而經本會認可者。

#### 第三章  組織人員
第十條  本會人員組織如下：
會長一名、副會長一名、評議委員若干名、幹事長第一名、幹事若干名。

#### 第四章  總會
第十七條  總會每年召開一回。
第十八條  召開總會時，必須報告前一年的業務成績及會計等事項

#### 第五章  基本金
第二十條  寄附金是本會的基本金，但用在指定或特別用途上，寄附金不在此限。
第二十一條  本會基本金由會長保管。
第二十二條  基本金非經評議委員之決議及總會出席會員半數贊成，不得使用；但如使用基本金得以支辦通常費。
而第一屆會長即由山中樵館長擔任，評議會方面，評議會會長則由石黑文教局長擔任。由於相關事業的推動，必須仰賴政府的支持，如此的人員編制，正反映出其官方色彩。

### 工作大綱
為推動圖書館事業，該會訂定相關工作大綱，主要內容包括：
- 發行協會會報，以報導會務
- 舉辦研究會、市街庄圖書館事業
- 舉辦展覽會、演講會，以推展圖書館事業
- 舉辦圖書館員講習，使館員得以接受專業訓練，改進其工作。

### 重要成就
臺灣圖書館協會自成立以來，對於圖書館事業推動，可說不遺餘力，其相關成就列舉如下：
1. 1928年(昭和3年)5月7、8日，在總督府圖書館內舉辦「圖書裝訂講習會」，參加人數29人，已推廣圖書典型的保存。
2. 1929年(昭和4年)10月12日，於建成國小舉辦「圖書修補講習會」，參加人數33名。
3. 1929年(昭和4年)10月9、10兩日，協助日本圖書館協會(成立於1892年)在台灣總督府會議室，舉辦「全國圖書館協議會」，出席者來自日本、朝鮮、關東州等地。
4. 1930年(昭和5年)10月29日，在台南市公會堂舉辦全島圖書館館長會議，出席者共34名。
5. 1932年(昭和7年)，自1月11日起，施行第一回全島圖書館週，舉辦演講、座談會等，並利用廣播放送相關活動主旨，以鼓吹圖書風氣，以後每年並持續舉辦。
6. 1933年(昭和8年)11月4日，於總督府圖書館內，召開第六回全島圖書館協議會，並決議每年4月2日為圖書館紀念日。
7. 1936年(昭和11年)12月4、5日，假台北教育會館舉行圖書館事務研討會，討論關於各圖書館設施、事業推動等事宜。
8. 1937年(昭和12年)起，為慰勞前線之日本軍隊，該會在島上發動募集相關書籍雜誌，以送至前線。

此外，圖書館協會並常推薦優良兒童讀物，以供教育學習之用。

## 資料來源
1. ↑  盧震京，《圖書學大辭典》(台北：商務印書館，1974)，頁439。
2. ↑  楊中傑編著，《圖書館學概論》(台北：中華書局，1963)，頁262-263。
3. ↑  〈全島圖書館協議會〉，《臺灣時報》(1928年1月)，頁36。
4. ↑  張圍東，《走進日治臺灣時代：總督府圖書館》(台北：臺灣古籍，2005)，頁240-242。
5. ↑  〈台灣圖書館協會成立〉，《臺灣時報》(1928年1月)，頁36。
6. ↑  張圍東，《走進日治臺灣時代》，頁175。
7. ↑  〈全島圖書館長會議　廿九日臺南に開催さる〉，《臺灣日日新報》，1930年10月31日，第五版。
8. ↑  〈全島圖書館週間　十一日起各街庄齊開　鼓吹讀書之要〉，《臺灣日日新報》，1931年1月8日，第八版。
9. ↑  張圍東，《走進日治臺灣時代》，頁177。
10. ↑  〈圖書慰問　戰線の勇士達に　本を送りませう　圖書館協會で募集〉，《臺灣日日新報》，1937年12月3日，第五版。